# Mitsuru Hattori
Mitsuru Hattori (はっとりみつる?, Hattori Mitsuru; Toba, 8 ottobre 1977) è un mangaka giapponese.

## Opere
- Inu Neko Jump! (イヌっネコっジャンプ！?) (2000–2002, in Young Magazine Uppers, Kōdansha)[1][2]
- Otogi no Machi no Rena (おとぎのまちのれな?) (2002–2004, in Young Magazine Uppers, Kōdansha)[3][4]
- Concerto (コンチェルト?) (2005–2011, storie brevi serializzate in Young Animal, Hakusensha)[5]
- Kenkō Zenrakei Suieibu Umishō (ケンコー全裸系水泳部 ウミショー?) (2006–2008, in Weekly Shōnen Magazine, Kōdansha)[6][7]
- Love Fool (ラブフール?) (2009, one-shot pubblicato in Tsubomi volume 1, Hōbunsha)[8]
- Sankarea (さんかれあ?) (2009–2014, in Bessatsu Shōnen Magazine, Kōdansha)[9]
- Kirei ni shite moraemasu ka (綺麗にしてもらえますか。?)  (2017–in corso, in Young Gangan, Square Enix)[10][11]
- Kaijū-iro no Shima (かいじゅう色の島?) (2018–in corso, in Young Dragon Age, Fujimi Shobō)[12][13]